# 1877 en musique classique
| \| • Retour à la chronologie générale de la musique classique • \| |
| Grèce • Rome • Haut Moyen Âge • VIIIe siècle • IXe siècle • Xe siècle • XIe siècle XIIe siècle • XIIIe siècle • XIVe siècle • XVe siècle • XVIe siècle • XVIIe siècle XVIIIe siècle • XIXe siècle • XXe siècle • XXIe siècle |
| • Retour à la chronologie générale de la musique classique • |

| Années en musique classique : 1874 - 1875 - 1876 - 1877 - 1878 - 1879 - 1880    |
| Décennies en musique classique : 1840 - 1850 - 1860 - 1870 - 1880 - 1890 - 1900 |

## Événements

### Créations
- 23 janvier : La Bayadère, ballet de Léon Minkus, créé au Théâtre Bolchoï Kamenny de Saint-Pétersbourg.
- 27 janvier : la Sonate pour violon et piano no 1 de Gabriel Fauré, créée à la Société nationale de musique.
- 28 janvier : La Jeunesse d'Hercule de Camille Saint-Saëns, créé sous la direction d'Édouard Colonne au théâtre du Châtelet.
- 24 février : Le Grand Mogol, opérette d'Edmond Audran, créée à Marseille au Théâtre du Gymnase.
- 4 mars : Le Lac des cygnes, ballet de Piotr Ilitch Tchaïkovski, créé au Théâtre Bolchoï de Moscou.
- 23 février : Le Timbre d'argent, opéra de Camille Saint-Saëns, créé à Paris sous la direction de Jules Danbé.
- 19 avril : Les Cloches de Corneville, opéra-comique de Robert Planquette, créé au Théâtre des Folies-Dramatiques à Paris
- 27 avril : Le Roi de Lahore, opéra de Jules Massenet, créé à l'Opéra de Paris.
- 13 mai : Les Éolides, poème symphonique de César Franck, créé aux Concerts Colonne à Paris sous la direction d'Édouard Colonne.
- 30 octobre : Variations sur un thème Rococo, de Piotr Ilitch Tchaïkovski, créées à Moscou.
- 28 novembre : L'Étoile, opéra bouffe d'Emmanuel Chabrier, créé au Théâtre des Bouffes-Parisiens de Paris.
- 2 décembre : Samson et Dalila, opéra de Camille Saint-Saëns, créé à Weimar sous la direction d'Eduard Lassen.
- 9 décembre : le Concerto pour violoncelle, d'Édouard Lalo, créé à Paris.
- 16 décembre : la Symphonie no 3, d'Anton Bruckner, créée à Vienne dirigée par l'auteur (la version 1889 exécutée en 1890).
- 18 décembre : le Quatuor à cordes no 9 en ré mineur B. 75 (op. 34) est composé par Antonín Dvořák.
- 30 décembre : la Symphonie no 2, de Johannes Brahms, créée à Vienne par Hans Richter.

Date indéterminée
- les Chants et danses de la mort de Modeste Moussorgski.
- Chants populaires russes, de Nikolaï Rimski-Korsakov.

### Autres
- Fondation de l'Orchestre philharmonique de Duisbourg.
- Fondation de l'Orchestre symphonique de Berne.

## Naissances

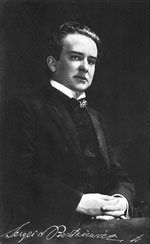
Sergueï Bortkiewicz

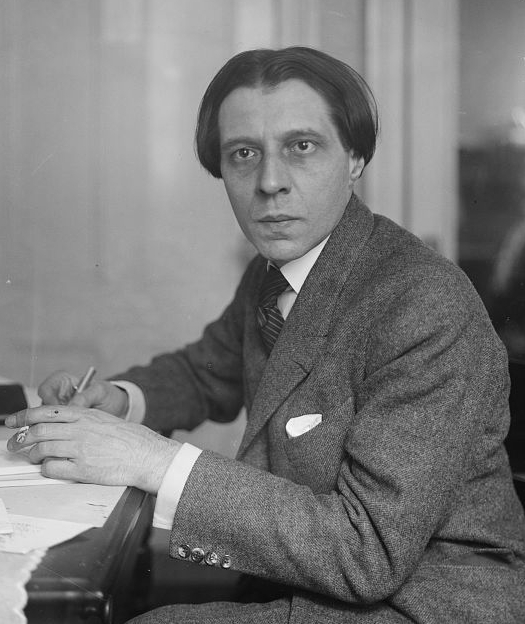
Alfred Cortot

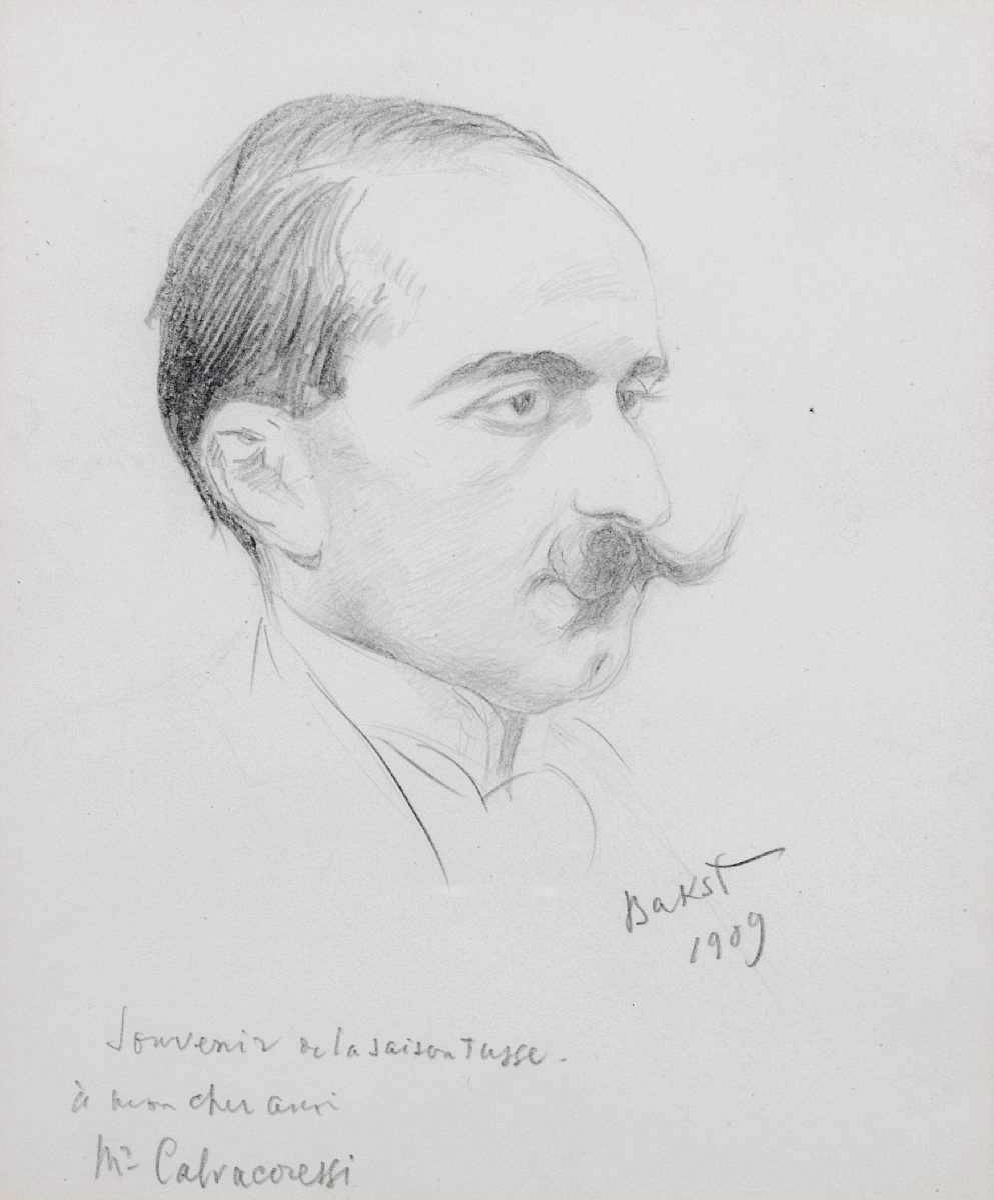
Michel Dimitri Calvocoressi

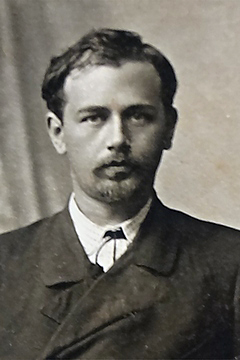
Mykola Leontovych

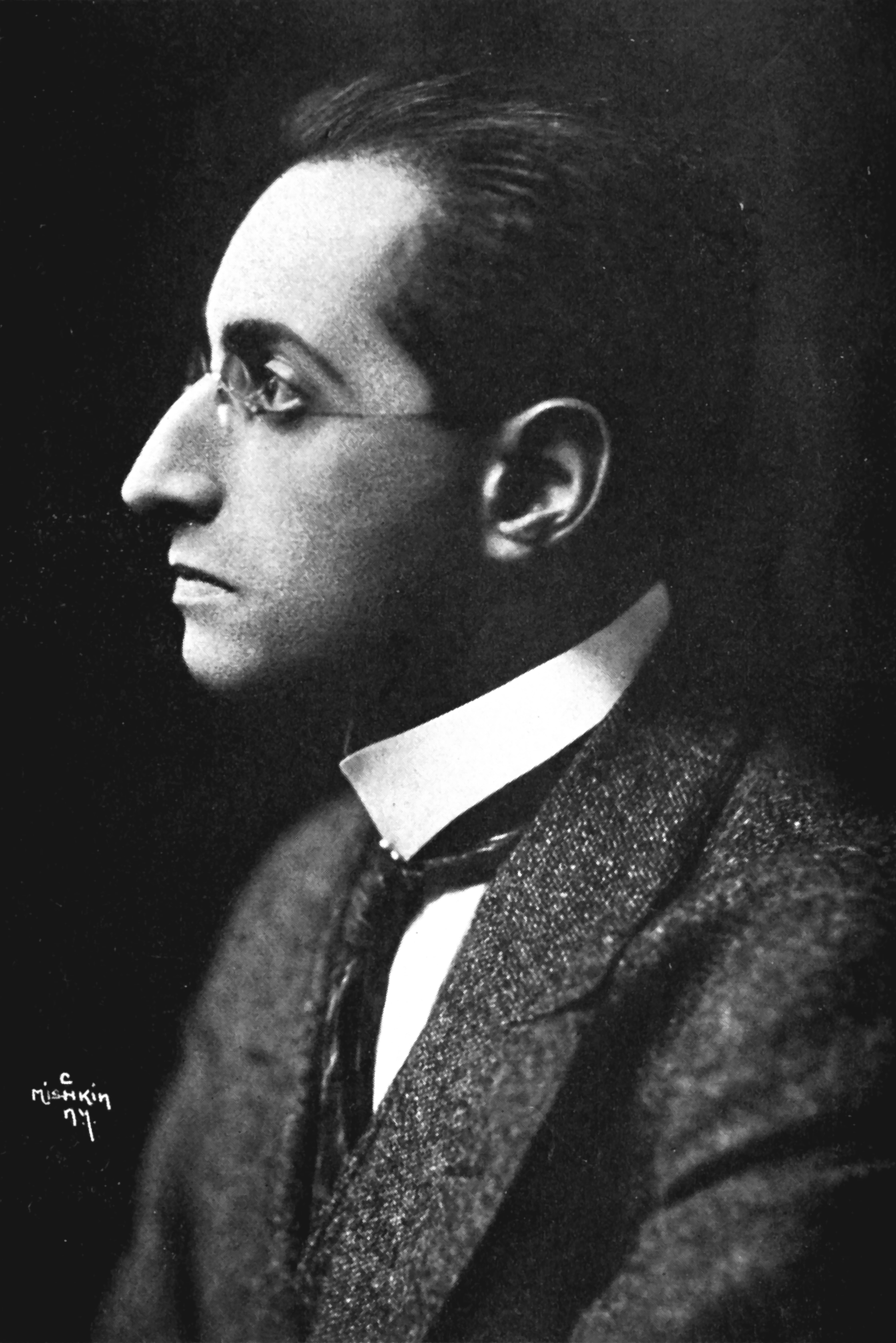
Artur Bodanzky

- 20 janvier : Aymé Kunc, compositeur français († 13 février 1958).
- 28 janvier : Francis de Croisset, auteur dramatique, romancier et librettiste français († 8 novembre 1937).
- 19 février : Louis Aubert, compositeur et pianiste français († 9 janvier 1968).
- 26 février : Celestina Boninsegna, soprano italienne († 14 février 1947).
- 27 février : Adela Verne, compositrice, pédagogue et pianiste britannique d’origine allemande († 5 février 1952).
- 28 février : 
  - Sergueï Bortkiewicz, pianiste et compositeur ukraino-autrichien († 25 octobre 1952).
  - Peder Møller, violoniste et pédagogue danois († 1er juillet 1940).
- 1er mars : Albert Dupuis, compositeur belge († 19 septembre 1967).
- 4 mars : Alexandre Goedicke, compositeur, pianiste et organiste russe († 9 juillet 1957).
- 19 mars : Joseph-Arthur Bernier, pianiste, organiste, compositeur et professeur de musique québécois († 28 avril 1944).
- 27 mars : Eugène Cools, compositeur, pédagogue et éditeur de musique français († 5 août 1936).
- 29 mars : Jules Boucherit, violoniste français († 1er avril 1962).
- 2 avril : Arnold Schering, musicologue allemand († 7 mars 1941).
- 10 avril : Lucien Haudebert, compositeur français († 24 février 1963).
- 10 avril : Nina Faliero, cantatrice italienne († 1er avril 1946).
- 24 avril : Charles Cuvillier, compositeur français († 14 février 1955).
- 9 mai : Gusztáv Szerémi, violoniste, altiste et compositeur hongrois († 16 août 1952).
- 12 mai : Emma Carelli, soprano italienne († 17 août 1928).
- 23 mai : Lucien Wurmser, pianiste et compositeur français († 27 août 1967).
- 2 juin :
  - Gaston Blanquart, flûtiste et pédagogue français († 1er décembre 1962).
  - Gustave Samazeuilh, compositeur et critique musical français († 4 août 1967).
- 9 juin : Titta Ruffo, baryton italien († 5 juillet 1953).
- 11 juin : Alexandre Medtner, compositeur russe et soviétique († 26 novembre 1961).
- 14 juin : Jane Bathori, mezzo-soprano française († 25 janvier 1970).
- 23 juin : Blair Fairchild, compositeur américain († 23 avril 1933).
- 11 juillet : Vladimir Tsybine, compositeur, flûtiste et chef d'orchestre russe († 29 mai 1949).
- 15 juillet : Marthe Grumbach, compositrice et professeure de musique française († 9 février 1932).
- 17 juillet : Émile-Robert Blanchet, compositeur, alpiniste et musicien vaudois († 27 mars 1943).
- 22 juillet : Juliette Toutain, pianiste, organiste et compositrice française († 1948).
- 27 juillet : Ernő Dohnányi, compositeur, chef d'orchestre et pianiste hongrois († 9 février 1960).
- 19 août : Georges Jacob, organiste, improvisateur et compositeur français († 28 décembre 1950).
- 7 septembre : 
  - Louis Andlauer, organiste et compositeur français († 1915).
  - Petar Stojanović, violoniste et compositeur serbe († 11 septembre 1957).
- 13 septembre : Elisabeth Kuyper, chef d'orchestre et compositrice hollandaise († 26 février 1953).
- 17 septembre : Jean Huré, organiste et compositeur français († 27 janvier 1930).
- 20 septembre : Armand Marsick, compositeur belge († 30 avril 1959).
- 26 septembre : Alfred Cortot, pianiste français († 15 juin 1962).
- 2 octobre : Michel Dimitri Calvocoressi, écrivain et critique musical franco-britannique († 1er février 1944).
- 9 octobre : Jāzeps Mediņš, compositeur et chef d'orchestre letton († 12 juin 1947).
- 19 octobre : Eline Biarga, artiste lyrique suisse († 2 mars 1947).
- 24 octobre :
  - Pavel Chesnokov, compositeur, chef de chœur et professeur de musique russe († 14 mars 1944).
  - Ernst Mielck, compositeur finlandais († 22 octobre 1899).
- 1er novembre : Roger Quilter, compositeur britannique († 21 septembre 1953).
- 7 novembre : Balfour Gardiner, compositeur britannique († 28 juin 1950).
- 17 novembre : Erik Eggen, folkloriste, musicographe et compositeur norvégien († 7 juin 1957).
- 18 novembre : Richard Mayr, baryton-basse autrichien († 1er décembre 1935).
- 21 novembre : Sigfrid Karg-Elert, compositeur allemand († 9 avril 1933).
- 22 novembre : Muriel Foster, contralto anglaise († 23 décembre 1937).
- 30 novembre : Siegfried Fall, compositeur, arrangeur et pianiste autrichien († 10 avril 1943).
- 2 décembre : 
  - Jules Godart, chanteur lyrique († 22 octobre 1909).
  - Victor Gonzalez, facteur d'orgue français († 3 juin 1956).
- 8 décembre : Paul Ladmirault, compositeur français († 30 octobre 1944).
- 12 décembre : Emil Cooper, chef d'orchestre et violoniste russe († 16 novembre 1960).
- 13 décembre : Mykola Leontovych, compositeur et chef de chœur ukrainien († 23 janvier 1921).
- 16 décembre : Artur Bodanzky, chef d'orchestre autrichien († 23 novembre 1939).
- 24 décembre : Louis Dumas, compositeur français († 9 mai 1952).

## Décès

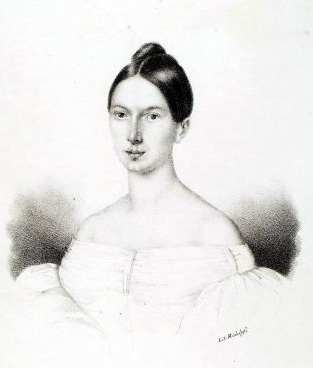
Caroline Ungher

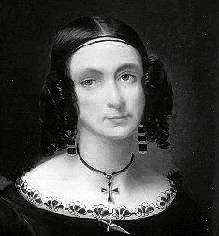
Louise Bertin

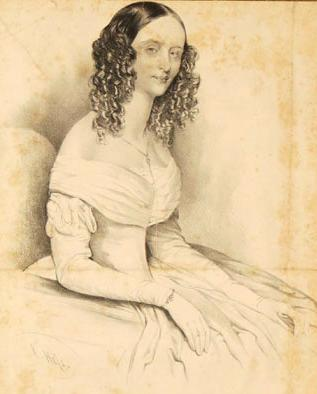
Teresa De Giuli-Borsi

- 1er février : Léon Fossey, compositeur français (° 17 mars 1829).
- 3 février : Casimir-Ney, altiste et compositeur français (° 24 février 1801).
- 13 mars : Cristóbal Oudrid, pianiste, compositeur de zarzuelas et chef d'orchestre espagnol (° 7 février 1825).
- 23 mars : Caroline Ungher, contralto hongroise (° 28 octobre 1803).
- 28 mars : Vincenzo Fioravanti, compositeur italien (° 5 avril 1799).
- 1er avril : Sainte-Foy, ténor d'opéra français (° 13 février 1817).
- 13 avril : Johann Adam Heckel, facteur d'instruments de musique allemand, qui a amélioré le basson et la clarinette (° 14 juillet 1812).
- 16 avril : Fanny Claus, violoniste et altiste française (° 25 juillet 1846).
- 26 avril : Louise Bertin, poétesse et compositrice française (° 15 février 1805).
- 9 mai : Elena Asachi, pianiste, chanteuse et compositrice roumaine (° 30 octobre 1789).
- 23 mai : Theodor Lachner, organiste et compositeur allemand (° 1788).
- 3 juin : Ludwig von Köchel, écrivain, compositeur, botaniste et éditeur autrichien (° 14 janvier 1800).
- 13 juin : Cesare Ciardi, flûtiste et compositeur italien (° 28 juin 1818).
- 29 juin : Clorinda Corradi, mezzo-soprano d'origine italienne (° 27 novembre 1804).
- 1er août : Auguste Pilati, chef d'orchestre et compositeur français (° 29 septembre 1810).
- 5 août : Luigi Legnani, guitariste, chanteur et compositeur italien (° 7 novembre 1790).
- 7 août : Virginia Gabriel, chanteuse et compositrice britannique (° 7 février 1825).
- 17 août : Letellier, chanteur d'opéra-comique et directeur de théâtre français (° 21 novembre 1801).
- 19 août : Jules Denefve, violoncelliste, compositeur et chef d'orchestre belge (° 1814).
- 14 octobre : Antoine Elwart, compositeur, musicologue et musicographe français (° 19 novembre 1808).
- 28 octobre : Johann von Herbeck, chef d'orchestre et compositeur autrichien (° 25 décembre 1831).
- 13 novembre : Louis-Marie Pilet, violoncelliste français (° 8 février 1815).
- 18 novembre : Teresa De Giuli-Borsi, cantatrice italienne (° 26 octobre 1817).
- 10 décembre : Federico Ricci, compositeur italien (° 22 octobre 1809).
- 13 décembre : Pietro Antonio Coppola, compositeur italien (° 11 décembre 1793).
- 20 décembre : Alexandre Chevillard, violoncelliste, professeur et compositeur belge (° 15 janvier 1811).
- 31 décembre : Alberto Mazzucato, compositeur italien (° 28 juillet 1813).

Date indéterminée
- Stanislaw Szczepanowski, guitariste et compositeur polonais (° 15 décembre 1812).